# Halictus
Halictus is een geslacht van bijen uit de familie Halictidae.
De wetenschappelijke naam is publiceerd in 1804 door Pierre André Latreille. De Nederlandse benaming is groefbijen, een naam die ook voor het verwante geslacht Lasioglossum gebruikt wordt. Deze naam verwijst naar de groef die de vrouwtjes op het achterlijf hebben. Ze maken hun nesten in de bodem; die bestaan uit een aantal "cellen" met daarin stuifmeel en nectar als voeding voor de ontwikkelende larven. De bij legt een ei in elke cel en sluit die dan af. Het zijn vaak solitaire dieren, maar ze leven ook eusociaal in kleine tot middelgrote kolonies.
Het is een soortenrijk geslacht met meer dan driehonderd beschreven soorten in een vijftiental ondergeslachten. Halictus komt over de hele wereld voor, voornamelijk in het noordelijk halfrond. In Zuid-Amerika en Afrika zijn slechts enkele soorten gekend.  In Nederland zijn elf soorten gekend:
- Halictus compressus (Holkopgroefbij)
- Halictus confusus (Heidebronsgroefbij)
- Halictus langobardicus (Lombardgroefbij)
- Halictus leucaheneus (Zuidelijke gouden groefbij)
- Halictus maculatus (Blokhoofdgroefbij)
- Halictus quadricinctus (Vierbandgroefbij)
- Halictus rubicundus (Roodpotige groefbij)
- Halictus scabiosae (Breedbandgroefbij)
- Halictus sexcinctus (Zesbandgroefbij)
- Halictus smaragdulus (Emeraldgroefbij)
- Halictus tumulorum (Parkbronsgroefbij)

Het Nederlands soortenregister vermeldt vijftien soorten, met als bijkomende:
- Halictus fasciatus
- Halictus sexnotatus
- Halictus simplex
- Halictus subauratus

## Soorten
- H. acrocephalus Blüthgen, 1926
- H. adjikenticus Blüthgen, 1923
- H. aegypticola Strand, 1909
- H. aeneobrunneus Pérez, 1895
- H. aerarius Smith, 1873
- H. aestuans Ebmer, 1978
- H. albozonatus Dours, 1872
- H. alfkenellus Strand, 1909
- H. argilos Ebmer, 2005
- H. asperatus Bingham, 1898
- H. asperulus Pérez, 1895
- H. atelopterus Cockerell, 1920
- H. atripes Morawitz, 1893
- H. atroviridis Cameron, 1906
- H. bagirensis Blüthgen, 1936
- H. balearicus Pérez, 1903
- H. basizonus Friese, 1909
- H. beniensis Cockerell, 1945
- H. berlandi Blüthgen, 1936
- H. beytueschebapensis Warncke, 1984
- H. bidens Cameron, 1905
- H. bogoroensis Cockerell, 1945
- H. boswendiellus Cockerell, 1946
- H. brevissimus Cockerell, 1945
- H. brunnescens (Eversmann, 1852)
- H. bucharicus Blüthgen, 1936
- H. bulbiceps Blüthgen, 1929
- H. burungicolus Cockerell, 1946
- H. caelestis Ebmer, 1976
- H. carinthiacus Blüthgen, 1936
- H. centaureae Ebmer, 1985
- H. centrosus Vachal, 1910
- H. cephalicus Morawitz, 1873
- H. clangulus Warncke, 1984
- H. cochlearitarsis Dours, 1872
- H. compressus (Walckenaer, 1802)
- H. concinnus Brullé, 1840
- H. confusus

Heidebronsgroefbij Smith, 1853
- H. consobrinus Pérez, 1895
- H. constantinensis Strand, 1910
- H. constrictus Smith, 1853
- H. crenicornis Blüthgen, 1923
- H. cupidus Vachal, 1902
- H. cyanellus (Pauly, 2008)
- H. cypricus Blüthgen, 1937
- H. cyrenaicus Blüthgen, 1930
- H. chalybaeus Friese, 1910
- H. chrysurellum Cockerell, 1945
- H. desertorum Morawitz, 1876
- H. designatus Cameron, 1905
- H. determinandus Dalla Torre, 1896
- H. diductus Cockerell, 1932
- H. dispilurus Cockerell, 1937
- H. dissidens Pérez, 1903
- H. dorni Ebmer, 1982
- H. dschulfensis Blüthgen, 1936
- H. duplocinctus Vachal, 1902
- H. epichlorops Cockerell, 1946
- H. eurygnathus

Holkopgroefbij Bluethgen, 1931
- H. expertus Cockerell, 1916
- H. falcinellus Warncke, 1982
- H. farinosus Smith, 1853
- H. farquhari Cockerell, 1920
- H. fascialis Smith, 1853
- H. fatsensis Blüthgen, 1936
- H. ferinus Cameron, 1905
- H. ferreotus Fan, 1991
- H. fimbriatus Smith, 1853
- H. foanus Vachal, 1899
- H. frontalis Smith, 1853
- H. fulvipes (Klug, 1817)
- H. fumatipennis Blüthgen, 1923
- H. funerarius Morawitz, 1876
- H. fuscicollis Morawitz, 1876
- H. gavarnicus Pérez, 1903
- H. geigeriae Cockerell, 1908
- H. gemmeus Dours, 1872
- H. georgicus Blüthgen, 1936
- H. gobiensis Ebmer, 1982
- H. gordius Warncke, 1975
- H. graecus Blüthgen, 1933
- H. grossellus Ebmer, 1978
- H. gruenwaldti Ebmer, 1975
- H. haasi Vachal, 1903
- H. harmonius Sandhouse, 1941
- H. harveyi Cockerell, 1920
- H. hedini Blüthgen, 1934
- H. hermon Ebmer, 1975
- H. hesperus Smith, 1862
- H. hintzi Strand, 1911
- H. holomelaenus Blüthgen, 1936
- H. hotoni Vachal, 1903
- H. humkalensis Blüthgen, 1936
- H. icarus Ebmer, 1978
- H. indefinitus Blüthgen, 1923
- H. inornatus Bingham, 1912
- H. inpilosus Ebmer, 1975
- H. intumescens Pérez, 1895
- H. iridicolor Cameron, 1905
- H. ituricus Cockerell, 1939
- H. jaramielicus Blüthgen, 1923
- H. jonesi Cockerell, 1925
- H. jucundus Smith, 1853
- H. jumbo Strand, 1921
- H. kabaricus (Cockerell, 1945)
- H. kabindiellus Cockerell, 1945
- H. kessleri Bramson, 1879
- H. kibwezicus Cockerell, 1945
- H. kiwuensis Strand, 1911
- H. kloofensis Cameron, 1905
- H. kuhlmanni (Pauly, 2008)
- H. kuschkensis Ebmer, 1975
- H. kusdasi Ebmer, 1975
- H. lanei (Moure, 1940)
- H. langobardicus

Lombardgroefbij Blüthgen, 1944
- H. lateronitens Cockerell, 1945
- H. laticephalus Warncke, 1984
- H. latisignatus Cameron, 1908
- H. leleji (Pesenko, 2006)
- H. leucaheneus

Zuidelijke gouden groefbij Ebmer, 1972
- H. levibasis Cockerell, 1939
- H. liberiensis Cockerell, 1945
- H. ligatus Say, 1837
- H. lobatus Ebmer, 1978
- H. lubumbashicus Cockerell, 1945
- H. lubutinus Cockerell, 1945
- H. lucidipennis Smith, 1853
- H. luganicus Blüthgen, 1936
- H. lulengonis Cockerell, 1945
- H. lussinicus Blüthgen, 1936
- H. lutescens Friese, 1921
- H. macrozonops Cockerell, 1946
- H. maculatus

Blokhoofdgroefbij Smith, 1848
- H. magnus Ebmer, 1980
- H. masisiellus Cockerell, 1946
- H. masisiensis Cockerell, 1945
- H. masselinus Cockerell, 1945
- H. mediterranellus Strand, 1909
- H. melittoides (Friese, 1925)
- H. mesogonus Cockerell, 1945
- H. microcardia Pérez, 1896
- H. minor Morawitz, 1876
- H. modernus Morawitz, 1876
- H. moffati Cockerell, 1920
- H. mogrensis Cockerell, 1945
- H. mondaensis Blüthgen, 1923
- H. mongolicus Morawitz, 1880
- H. monochromus Dalla Torre, 1896
- H. monozonus Cockerell, 1945
- H. morawitzi Vachal, 1902
- H. mordacella Blüthgen, 1929
- H. mordax Blüthgen, 1923
- H. mucidus Blüthgen, 1923
- H. mucoreus Eversmann, 1852
- H. mugodjaricus Blüthgen, 1933
- H. multicarinatus Niu, Wu & Huang, 2004
- H. nadigi Blüthgen, 1934
- H. nasica Morawitz, 1876
- H. nicosiae Blüthgen, 1923
- H. nigricutis Warncke, 1975
- H. nikolskayae (Pesenko, 2006)
- H. nivalis Ebmer, 1985
- H. niveocinctulus Cockerell, 1940
- H. niveohirtus Friese, 1916
- H. nuristanicus Pesenko, 2005
- H. obscurifrons Cockerell, 1945
- H. ochropus Blüthgen, 1923
- H. opacoviridis Ebmer, 2005
- H. opulentus Benoist, 1950
- H. orientalis Lepeletier, 1841
- H. pachyurus Cockerell, 1937
- H. palustris Morawitz, 1876
- H. pallidipennis Smith, 1853
- H. parallelus Say, 1837
- H. paraminutus Friese, 1921
- H. paropamisos Ebmer, 1978
- H. patellatus Morawitz, 1873
- H. pentheri Blüthgen, 1923
- H. perfumidus Cockerell, 1933
- H. perileucus Cockerell, 1935
- H. persephone Ebmer, 1976
- H. petraeus Blüthgen, 1933
- H. philipi Cockerell, 1920
- H. picaninus Cockerell, 1945
- H. pici Pérez, 1895
- H. pilicrus Friese, 1921
- H. pinguismentus Janjic & Packer, 2001
- H. pjalmensis Strand, 1909
- H. placatus Cockerell, 1934
- H. placidulus Blüthgen, 1923
- H. platyaspis Cockerell, 1945
- H. poeyi Lepeletier, 1841
- H. pollinosus Sichel, 1860
- H. ponticus Blüthgen, 1934
- H. propinquus Smith, 1853
- H. pruinescens Cockerell, 1937
- H. pseudomucoreus Ebmer, 1975
- H. pseudotetrazonius Strand, 1921
- H. pseudovestitus Blüthgen, 1925
- H. pulvereus Morawitz, 1874
- H. pyrenaeus Pérez, 1903
- H. quadricinctoides Blüthgen, 1936
- H. quadricinctus

Vierbandgroefbij (Fabricius, 1776)
- H. quadripartitus Blüthgen, 1923
- H. radoszkowskii Vachal, 1902
- H. resurgens Nurse, 1903
- H. rhodaspis Cockerell, 1917
- H. rhodesi Cockerell, 1940
- H. rossicus Ebmer, 1978
- H. rubicundus

Roodpotige groefbij (Christ, 1791)
- H. rudolphae Pesenko, 1984
- H. rufipes (Fabricius, 1793)
- H. rugicollis Friese, 1925
- H. sajoi Blüthgen, 1923
- H. scabiosae

Breedbandgroefbij (Rossi, 1790)
- H. secundus Dalla Torre, 1896
- H. seladonius (Fabricius, 1794)
- H. semitectus Morawitz, 1874
- H. semiticus Blüthgen, 1955
- H. senilis (Eversmann, 1852)
- H. sexcinctus

Zesbandgroefbij (Fabricius, 1775)
- H. simplex Blüthgen, 1923
- H. smaragdulus Vachal, 1895
- H. solitudinis Ebmer, 1975
- H. squamosus Lebedev, 1910
- H. stachii Blüthgen, 1923
- H. subauratoides Blüthgen, 1926
- H. subauratus (Rossi, 1792)
- H. submodernus Blüthgen, 1936
- H. subpetraeus Blüthgen, 1933
- H. subsenilis Blüthgen, 1955
- H. sulciferus Cockerell, 1937
- H. surabadensis Ebmer, 1975
- H. takuiricus Blüthgen, 1936
- H. taurinus Cockerell, 1945
- H. tectus Radoszkowski, 1875
- H. tetrazonianellus Strand, 1909
- H. tetrazonius (Klug, 1817)
- H. tibetanus Blüthgen, 1926
- H. tibialis Walker, 1871
- H. togoensis Pauly, 1998
- H. transbaikalensis Blüthgen, 1933
- H. transiens Cameron, 1905
- H. tridivisus Blüthgen, 1923
- H. trimeni Cockerell, 1920
- H. tripartitus Cockerell, 1895
- H. tsingtouensis Strand, 1910
- H. tuberculatus Blüthgen, 1925
- H. tuckeri Friese, 1925
- H. tumulorum (Linnaeus, 1758) - parkbronsgroefbij
- H. turanicus Morawitz, 1893
- H. turkmenorum Pesenko, 1984
- H. vansoni Cockerell, 1935
- H. varentzowi Morawitz, 1894
- H. verticalis Blüthgen, 1931
- H. vestitus Lepeletier, 1841
- H. vicinus Vachal, 1894
- H. virgatellus Cockerell, 1901
- H. wjernicus Blüthgen, 1936
- H. wollmanni Blüthgen, 1933
- H. xanthoprymnus Warncke, 1984
- H. yunnanicus Pesenko & Wu, 1997
- H. zonatus Friese, 1925